# Stary Szelków
Stary Szelków – wieś sołecka w Polsce położona w województwie mazowieckim, w powiecie makowskim, w gminie Szelków.
Miejscowość jest siedzibą gminy Szelków. Do 1954 roku był siedzibą gminy Smrock.
W latach 1975–1998 miejscowość należała administracyjnie do województwa ostrołęckiego.
W miejscowości znajduje się kościół, który jest siedzibą parafii św. Szymona i Judy Tadeusza Apostołów. W strukturze kościoła rzymskokatolickiego parafia należy do metropolii białostockiej, diecezji łomżyńskiej, dekanatu Różan.
Miejscowość wzmiankowana jest już w 1247 r. Wzmianka ta dotyczy dóbr biskupów płockich. W zapiskach z XIX w. Szelków pojawia się jako wieś i folwark leżący przy szosie warszawsko-kowieńskiej. Administracyjnie miejscowość należała wówczas do gminy Smrock. Posiadała kościół parafialny murowany i "stacyję" pocztową. W 1827 r. Szelków liczył sobie 16 domostw i 123 mieszkańców. Natomiast zapis z 1867 r. informuje, że miejscowość rozciągnięta była na 870 morgów